# 6190 Rennes
6190 Rennes (1989 TJ1) là một tiểu hành tinh vành đai chính được phát hiện ngày 8 tháng 10 năm 1989 bởi M. Koishikawa ở trạm Ayashi thuộc đài thiên văn Sendai.